# Поморавский округ
Поморавский округ (серб. Поморавски управни округ) — округ в центральной части Сербии, относится к статистическому региону Шумадия и Западная Сербия.

## Административное деление
Территория округа поделена на 6 общин:
- Ягодина
- Чуприя
- Парачин
- Свилайнац
- Деспотовац
- Рековац

## Население
Этнический состав населения округа отличается однородностью: здесь проживает 203 419 сербов (94,8 %), 1938 влахов (0,9 %), 2638 цыган (1,2 %) и другие (2011).